# Boleslav Vomáčka

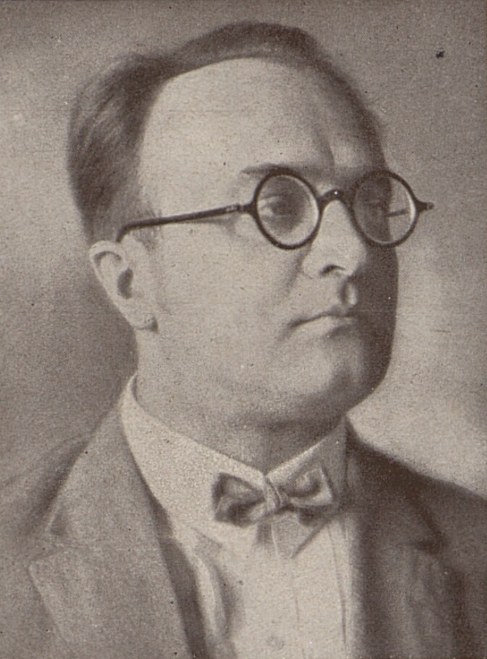
Boleslav Vomáčka. Foto im „Album der Vertreter aller Zweige des tschechoslowakischen öffentlichen Lebens“ (1927)

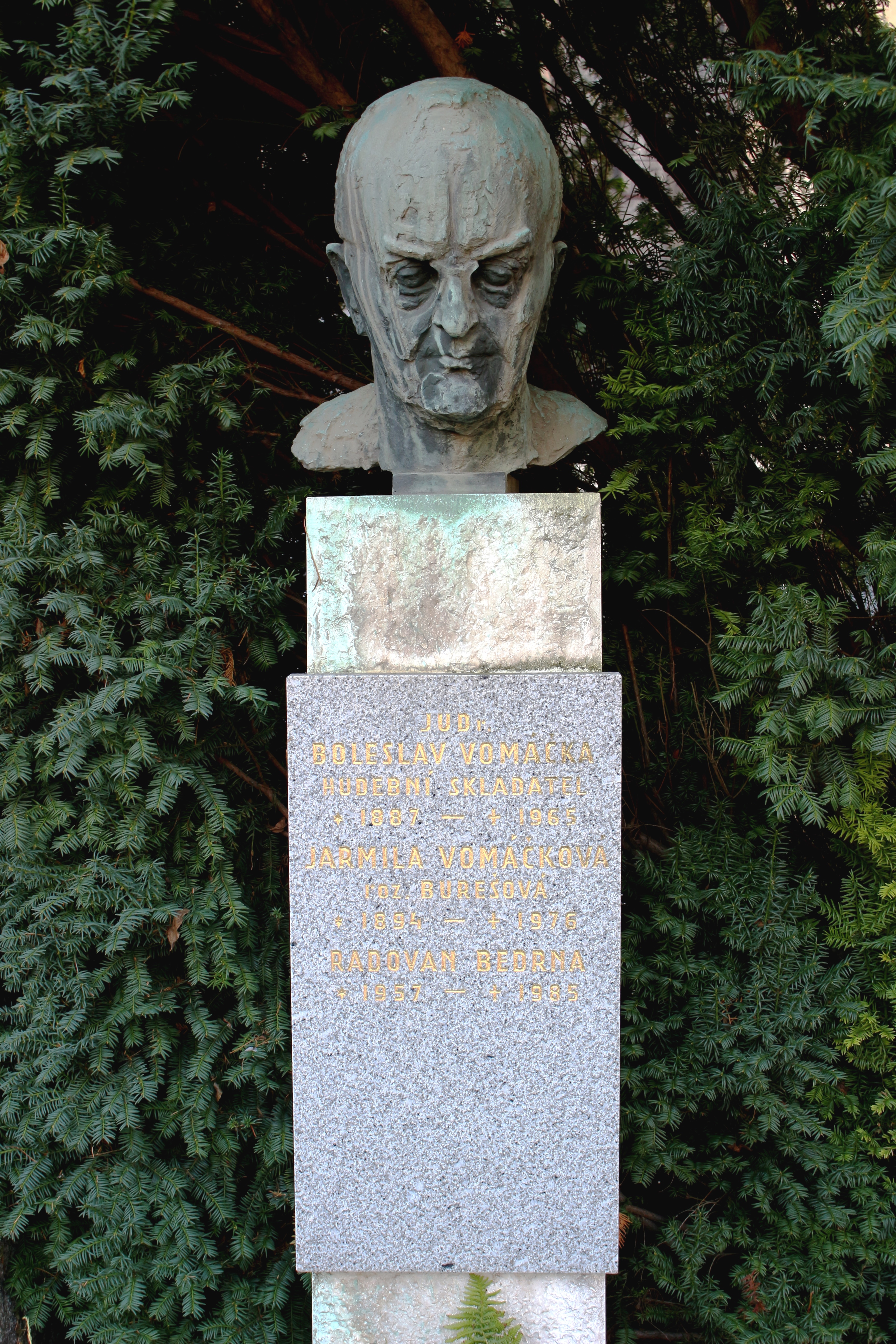
Boleslav Vomáčka. Grabbüste von Ladislav Pichl auf dem Vyšehrader Friedhof

Boleslav Vomáčka (* 28. Juni 1887 in Mladá Boleslav; † 1. März 1965 in Prag) war ein tschechischer Komponist, Musikkritiker und Jurist.

## Leben
Nach der Reifeprüfung am Gymnasium in Mladá Boleslav studierte Boleslav Vomáčka Rechtswissenschaft an der Prager Karls-Universität sowie an der Orgelabteilung am Prager Konservatorium, ehe er in die Meisterklasse für Komposition von Vítězslav Novák aufgenommen wurde, die er 1910 abschloss. 1913 promovierte er zum Dr. jur. Anschließend arbeitete er als Gerichtsreferendar in seiner Geburtsstadt und in der Folge als Rechtsanwaltsgehilfe in Tábor, Mladá Boleslav und Prag. Nach der Gründung der Tschechoslowakischen Republik trat er 1919 in das Sozialministerium ein. Nach der Besetzung durch die Deutsche Wehrmacht 1939 wurde Vomáčka in den Vorruhestand versetzt, doch konnte er nach dem Ende des Zweiten Weltkriegs wieder in den Staatsdienst zurückkehren, wo er bis zur regulären Pensionierung 1949 als Ministerialbeamter beim Ministerium für Schulwesen, Wissenschaften und Künste tätig war. Danach arbeitete er weitere fünf Jahre für die Musikabteilung des Ministeriums für Kultur.
Neben seinem Beruf als Beamter betätigte Vomáčka sich vielfältig im Musikbetrieb. Er war Mitbegründer des Vereins für moderne Musik (Spolek pro moderní hudbu), des Autorenschutzverbands (Ochranný svaz autorský), Mitglied des Zentralkomitees beim Verband tschechoslowakischer Komponisten (Svaz československých skladatelů) und Lektor für Musiktheorie am Musikwissenschaftlichen Institut der Karls-Universität. Er schrieb für tschechische und ausländische Zeitungen wie Lidové noviny, L’Europe Centrale und Hudební rozhledy und galt als einer der namhaftesten tschechischen Musikkritiker seiner Zeit. Besonders setzte er sich publizistisch u. a. für die Verbreitung der Werke von Leoš Janáček, Josef Suk und Otakar Ostrčil ein.
Zu den zahlreichen Auszeichnungen, die Vomáčka in der Ersten Tschechoslowakischen Republik und in der ČSR erhielt, zählen die Berufung in die Tschechische Akademie der Wissenschaften und Künste (1924), der Titel „Verdienter Künstler“ (1955) und der „Orden der Arbeit“ (1957). Boleslav Vomáčka starb am 1. März 1965 und wurde auf dem Vyšehrader Friedhof in Prag beigesetzt.

## Werke (Auswahl)

### Oper

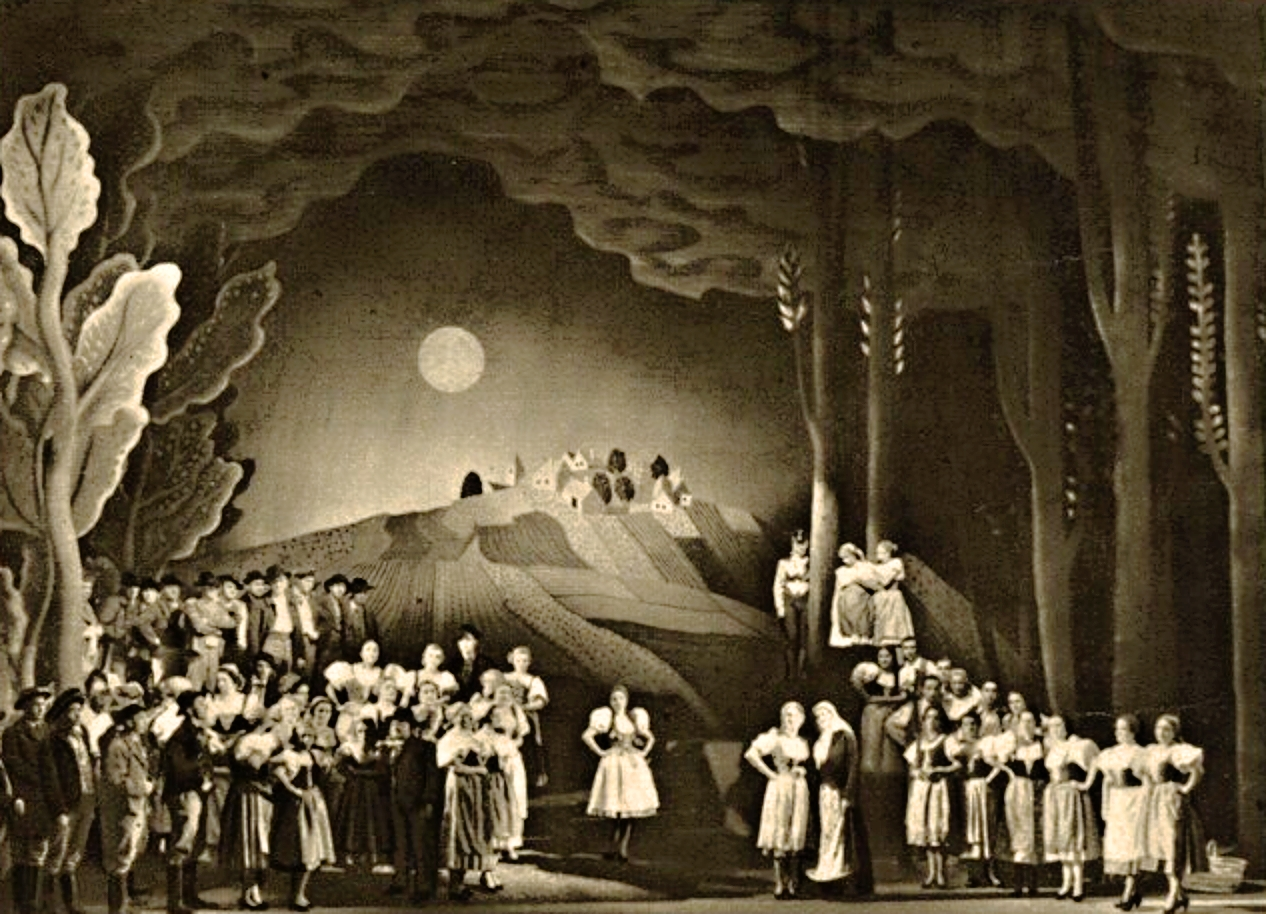
Der Wassermann. Szenenfoto der Uraufführung am Prager Nationaltheater 1937

- Der Wassermann nach der gleichnamigen Ballade von Karel Jaromír Erben op. 29, Libretto: Adolf Wenig (1934–1937)[2]
- Boleslav I. op. 61, Libretto: Boleslav Vomáčka (1953–1955)[3]
- Čekanky (Warten auf einen Ehemann) op. 62, Libretto: Boleslav Vomáčka (1939; rev. 1956–1957)

### Kantaten
- Romance svatojirská (St.-Georgs-Romanze) op. 12 (1920, rev. 1940)
- Leben von den Toten op. 16 (1927–1928)
- Jugend nach einem Text von Antonín Sova op. 20 (1916)
- Der Leuchtturmwächter nach einem Text von Jiří Wolker op. 24 (1931–1933)
- Friedensbanner über Dukla op. 55 (1951)
- Partisanenkämpfer op. 56 (1952)

### Orchester
- Ciaconna op. 5 (1910)
- Sinfonie in F op. 47 (1945)
- Dukla. Ouvertüre op. 50 (1948)
- Estraden-Suite op. 59 (1945)
- Fanfaren des Friedens (1960)

### Kammermusik
- Sonate für Violine und Klavier in G-Dur op. 3 (1912)
- Duo für Violine und Violoncello op. 14 (1925–1927)
- Quartettino für Streichquartett op. 31a (1941)
- Nonett für Bläser op. 64 (1957)
- Streichquartett op. 66 (1959)

Weiters Klavierwerke, Chorsätze, Lieder u. a.